# تانا كوركوس
تانا كوركوس (بالجعزية : ጣና ቂርቆስ تانا ḳīrḳōs، ጣና ጪርቆስ تانا č̣īrḳōs) هي جزيرة في الجزء الشرقي من بحيرة تانا في إثيوبيا، بالقرب من مصب ونهر جومارا. تعتبر جزيرة مقدسة لدى المسيحيين الأرثروذكس الأثيوبيين، ويعيش هناك فقط رهبان الكنيسة الإثيوبية.
يعتقد الرهبان أن الجزيرة في السابق تحتوي على تابوت العهد، حيث أُحضِر تابوت العهد إلى تانا كوركوس من موقع يهودي في جزيرة إلفنتين من مصر، وتم الاحتفاظ به في الجزيرة من حوالي 400 قبل الميلاد إلى 400 بعد الميلاد ثم انتقل لاحقًا إلى كنيسة مريم سيدة صهيون في أكسوم.